# Smicroloba costifascia
Smicroloba costifascia är en fjärilsart som beskrevs av James John Joicey 1916. Smicroloba costifascia ingår i släktet Smicroloba och familjen nattflyn. Inga underarter finns listade i Catalogue of Life.